# Jan Vošahlík
Jan Vošahlík [ˈjan ˈvoʃaɦliːk] (* 8. März 1989) ist ein tschechischer Fußballspieler.

## Vereinskarriere
Jan Vošahlík begann mit dem Fußballspielen 1997 bei Marila Příbram. Im Juli 2005 schaffte er den Sprung in den Profikader. Der Stürmer debütierte am 20. November 2005 im Spiel gegen SIAD Most in der Gambrinus Liga.
Im Februar 2007 wechselte Vošahlík zum FK Jablonec 97, ein Jahr später wurde er an den Zweitligisten FC Zenit Čáslav ausgeliehen. Im Juli 2008 wechselte der Angreifer abermals der Verein: Der FK Jablonec lieh Vošahlík an die Bohemians Prag aus. Im Sommer 2009 kehrte Vošahlík zum FK Baumit Jablonec zurück.
Seit 2015 steht er im Kader von Schachtjor Qaraghandy aus Kasachstan.

## Nationalmannschaft
Vošahlík spielte bisher für die tschechischen Juniorenauswahlmannschaften U16, U17, U18, U19, U20 sowie für die U-21-Nationalmannschaft.